# Еймі Йосікава
Еймі Йосікава (яп. 吉川あいみ, англ. Aimi Yoshikawa; нар. 20 березня 1994, префектура Канаґава) — колишня японська еротична модель та порноакторка.

## Життєпис
Йосікава дебютувала як модель у серпні 2012 року. У грудні 2012 року було оголошено про її перехід від моделінгу до порнофільмів (AV). Вона дебютувала в AV у січні 2013 року. У грудні 2013 року була визнана найкращою акторкою на SOD Awards.
У 2013 році Йосікава знялася у фільмі Goddotan Kiss Patience Championship - The Movie. У 2014 році виконала головну роль Хазукі Луни у фільмі Ai LOVE Movies! Hen.
8 листопада 2018 року Йосікава заявила, що покине порноіндустрію 31 грудня 2018 року. Вона продовжить свою кар'єру хостес.

## Фільмографія
- AV Debut: Aimi Yoshikawa
- Big Breast Sexual Massage Full Course
- Hot Spring Journey
- Juicy Sex
- Sex in the School Secretly
- Super High Class Soaplady
- Titty Fuck Paradise
- Creampie Super High Class Soaplady
- Situation 10
- Secret Female Investigator: Aimi Yoshikawa
- Kind Helper
- Open the Pussy - Aimi Yoshikawa
- Sexual Cohabitant Life with Aimi
- Super Serious Fully Nude Lesbian Battle Dynamite 2018